# Baktó
A mai Baktó az 1930-as években Baktói kiskertek néven alakult ki Szeged északi határában, az Algyői út és a régi Macskási töltés között. E városi földterületen 5–600 négyszögöl nagyságú telkeket osztottak kistisztviselőknek, értelmiségieknek. Az itt létrejött gyümölcsösök rövid időn belül pusztulni kezdtek a talaj magas vízzárórétege következtében. Napjainkban csendes, rendezett kertvárossá alakult. 
A 2011 áprilisában átadott M43-as autópálya a kertváros végénél halad el.
Az 1994–2014 közötti időszakban korszerűsítették a felszíni víz elvezetőrendszerét, megtörtént a kommunális csatornázás és a szilárd burkolatú utak teljes kiépítése.  